# Ryahovtsite
 (décembre 2015).
Ryahovtsite est un village dans la municipalité de Sevlievo, dans l'oblast de Gabrovo, au nord de la Bulgarie.